# 赤穗藩
赤穗藩（日语：／ Akō han */?）曾經是位於日本兵庫縣赤穗郡的一個藩，藩廳位於赤穗城。因發生元祿赤穗事件有名。

## 歷史
1615年（元和元年）池田輝政五男政綱在播磨國內擁有3萬5千石，成立赤穗藩。1631年（寬永8年）由於政綱逝世時未有誕下子嗣。於是找回國佐用郡平福藩主政綱近親輝興繼承領地。1645年第二代藩主輝興突然發狂斬死正室及數名侍女，結果被撤职，返回岡山藩池田光政身邊。
代替此職是之前管治常陸國笠間藩淺野氏淺野長直。第二代藩主長友將領地分封給兄弟，領地收入為5萬石。在第三代藩主長矩（淺野內匠頭）管治時代，1701年因為衝突長矩在江戶城斬傷了高家旗本吉良義央，藩主被撤職兼切腹自盡，其後藩士反抗，觸發元祿赤穗事件，淺野氏管治赤穗藩自此結束。赤穗事件後，由下野國烏山藩永井直敬代替，石高為3萬2千石，五年後移封至信濃國飯山藩。
之後備中國西江原藩主森長直被幕府分派到赤穗藩，森氏管治到廢藩置縣為止。在森氏統治期間，藩政收入出現惡化，需要進行藩政改革，第五代藩主忠洪進行藩政改革，實行節流，開發鹽田，種植蠟燭原料櫨木，但是未見成效。另外第十代藩主忠德扶植忠貫為藩主，在森家的史書中不視作忠貫為家督。1809年藩主忠德更將鹽業由政府專賣。1862年（文久2年），攘夷派暗殺保守派家老出現分裂。廢藩置縣後成為赤穗藩，經過姬路縣及飾磨縣後，成為兵庫縣的領地。1884年森氏以子爵身份封為華族。

## 歷代藩主

### 池田家
外樣3萬5千石 （1615年 - 1645年）
1. 政綱（1615年-1631年）
2. 輝興（1631年-1645年）

### 淺野家
外樣 5万3千石→5万石→5万3千石　（1645年 - 1701年）
1. 長直（1645年-1671年）
2. 長友（1671年-1675年）
3. 長矩（1675年-1701年）

### 永井家
譜代 3万2千石 （1701年 - 1706年）
1. 直敬（1701年-1706年）

### 森家
外樣 2万石 （1706年 - 1871年）
1. 長直（1706年-1722年）
2. 長孝 （1722年-1723年）
3. 長生 （1723年-1731年）
4. 政房 （1731年-1746年）
5. 忠洪（1747年-1769年）
6. 忠興（1769年-1780年）
7. 忠贊（1780年-1801年）
8. 忠哲（1801年-1807年）
9. 忠敬（1807年-1824年）
10. （忠貫）
11. 忠德（1824年-1862年）
12. 忠典（1862年-1868年）
13. 忠儀（1868年-1871年）

## 西江原藩
西江原藩是江戶中期存在10年的一個藩，是森氏移封赤穗藩前的領地。1697年（元祿10年）森蘭丸之弟忠政家系美作国津山藩主後代，津山藩2代藩主長繼獲得2萬石而藩。領地範圍在備中國後月郡西江原（岡山縣井原市），在西江原設置陣屋。宝永3年（1706年）2代・長直轉封赤穗藩而被廢藩。

### 歷代藩主

#### 森家
外樣　2万石
1. 長繼（1697年 - 1698年）
2. 長直（1698年 - 1706年）